# بلوآنا
بلوآنا (به انگلیسی: Baloana) یک روستا در پاکستان است که در پنجاب واقع شده‌است.